# Charaxes kungwensis
Charaxes kungwensis är en fjärilsart som beskrevs av Van Someren 1967. Charaxes kungwensis ingår i släktet Charaxes och familjen praktfjärilar. Inga underarter finns listade i Catalogue of Life.